# Ridha Zili
Ridha Zili (arabe : رضا زيلي), né le 3 juin 1943 à Monastir et mort le 17 avril 2011 à Tunis, est un photographe et poète tunisien.

## Biographie
En 1961, il travaille à la Société nationale d'édition et de distribution en tant qu'assistant du journaliste et photographe Pierre Olivier. En s'associant en 1967 à Mustafa Bouchoucha, ils créent le service photographie du ministère tunisien de la Culture ainsi que la Photothèque nationale. Toujours en 1967, il édite son premier livre de poésie, Ifrikya ma pensée, aux éditions Pierre-Jean Oswald basées à Honfleur.
De 1969 à 2010, il organise plusieurs dizaines d'expositions photographiques en Tunisie et à travers le monde (Égypte, Algérie, Hongrie, Allemagne, Maroc, Irak, Qatar, Canada, Espagne, Azerbaïdjan, Moldavie, Russie et Libye).
Premier prix de photographie en 1985 et récipiendaire de l'Ordre du Mérite culturel en 1994, il devient en 2002 professeur de photographie à l'Institut supérieur du patrimoine à Tunis.
Certaines de ses photographies, reçues dans le cadre de la donation Claude et France Lemand, font partie des œuvres de la collection permanente de l'Institut du monde arabe.

## Ouvrages et revues illustrés
- Art d'Afrique, vol. I, n°3, 1968
- Atout cœur par Pierre Olivier, éd. Maison tunisienne de l'édition, Tunis, 1972
- Mort-Dieu de Carthage, ou les stèles funéraires de Carthage par Jean Ferron, éd. Librairie orientaliste Paul Geuthner, Paris, 1975
- (ar) La Vie culturelle (revue), éd. Ministère des Affaires culturelles, Tunis, 1975-1991
- Les Grandes civilisations disparues, éd. Sélection du Reader's Digest, Tunis, 1980
- De Carthage à Kairouan. 2 000 ans d'art et d'histoire en Tunisie, éd. Association française d'action artistique, Paris, 1982
- Kairouan, éd. Agence nationale du patrimoine, Tunis, 1991
- Guide de la tapisserie en Tunisie, éd. Office national de l'artisanat, Tunis, 1992
- Les Palais du Bardo, éd. Assemblée nationale, Tunis, 1993
- (ar) Encyclopédie de la Tunisie, éd. Beït El Hikma, Carthage, 1994
- La Mosquée Ezzitouna par Abdelaziz Daoulatli, éd. Ministère des Affaires culturelles, Tunis, 1996
- La Femme tunisienne à travers les âges, éd. Ministère des Affaires culturelles, Tunis, 1997
- Sfax : la région, une nature domptée par Ali Zouari, éd. Cérès, Tunis, 1997
- (ar) Zoubeir Turki, éd. Apollonia, Tunis, 2000
- La Manouba. La magie du passé, éd. Comité culturel régional de La Manouba, 2002
- Tunisie. Portraits et métiers d'antan, éd. Zili, 2019[2]
- Catalogues ou brochures :
  - Semaine culturelle tunisienne à Genève (1995)
  - Tunis capitale culturelle régionale (1997)
  - Office national du tourisme tunisien